# Stanislas-Marie Maillard
Pour les articles homonymes, voir Maillard.
Stanislas-Marie Maillard dit « Tape-Dur », né à Gournay-en-Bray le 11 décembre 1763 et mort à Paris le 15 avril 1794 est un révolutionnaire français.

## Biographie
Stanislas-Marie Maillard participa à la prise de la Bastille le 14 juillet 1789 et fut de ceux qui arrêtèrent le gouverneur de Launay. Après cet exploit, se donnant le titre de « capitaine des volontaires de la Bastille », il prit une part active à toutes les journées révolutionnaires. Il fut également un des meneurs des journées des 5 et 6 octobre 1789 lors de la « Marche des femmes » sur Versailles. S’improvisant le porte-parole de la foule venue de Paris, il monte à la tribune de l’Assemblée constituante pour lire la déclaration suivante : « Nous sommes à Versailles pour demander du pain et en même temps pour punir les gardes du corps qui ont insulté la cocarde patriotique. » Les manifestants s'expriment plus violemment, notamment contre la reine sur laquelle les imprécations les plus épouvantables sont déversées.
Nommé capitaine de la Garde nationale en 1790, il signe, le 17 juillet 1791, la pétition du Champ-de-Mars qui réclame la création d’une République.
Chargé par la Commune de Paris en septembre 1792 de mettre un terme aux massacres des prisonniers, il va jouer un rôle controversé : accusé de leur avoir donné encore plus d’ampleur, tout en les couvrant d’un semblant de légalité par les uns, il est crédité par Jules Claretie d'« un rôle providentiel. » La postérité le connaîtra comme le « grand juge de l’Abbaye », ou encore le « chef des massacreurs », responsable du massacre de la prison des Carmes. Président d'un tribunal improvisé à la Prison de l'Abbaye, il relâche le marquis Charles François de Virot de Sombreuil, sauvé par sa fille Marie-Maurille, à laquelle la légende a conféré le titre d’héroïne au verre de sang. Jules Claretie en rapporte de seconde main ce portrait d'un témoin oculaire : « Maillard était un jeune homme d'une trentaine d'années, brun, grand, l'œil superbe, les cheveux noués en catogan. Il portait ce jour-là un habit gris à larges poches et des bas chinés. » Arrêté deux fois sous la Terreur comme lié aux Hébertistes, il meurt, dans la misère, à trente ans, de tuberculose.